# كمال عاويس
 كمال عاويس (1952 الجزائر) هو لاعب كرة قدم جزائري.